# Neoaphelomera inermis
Neoaphelomera inermis är en tvåvingeart som beskrevs av Freeman 1951. Neoaphelomera inermis ingår i släktet Neoaphelomera och familjen svampmyggor. Inga underarter finns listade i Catalogue of Life.